# موصل (أذربيجان)
موصل (Mosul) هي بلدة تقع في مقاطعة زقاتالا في أذربيجان، يبلغ تعداد السكان فيها أكثر من 3,000 نسمة غالبيتهم العظمى من الإنجيلوي [الإنجليزية] ويدينون بالديانة الإسلامية.